# Orliac
Orliac is een gemeente in het Franse departement Dordogne (regio Nouvelle-Aquitaine) en telt 55 inwoners (2009). De plaats maakt deel uit van het arrondissement Sarlat-la-Canéda.

## Geografie
De oppervlakte van Orliac bedraagt 10,3 km², de bevolkingsdichtheid is dus 5,3 inwoners per km².
De onderstaande kaart toont de ligging van Orliac met de belangrijkste infrastructuur en aangrenzende gemeenten.

## Demografie
Onderstaande figuur toont het verloop van het inwonertal (bron: INSEE-tellingen).

## Galerij

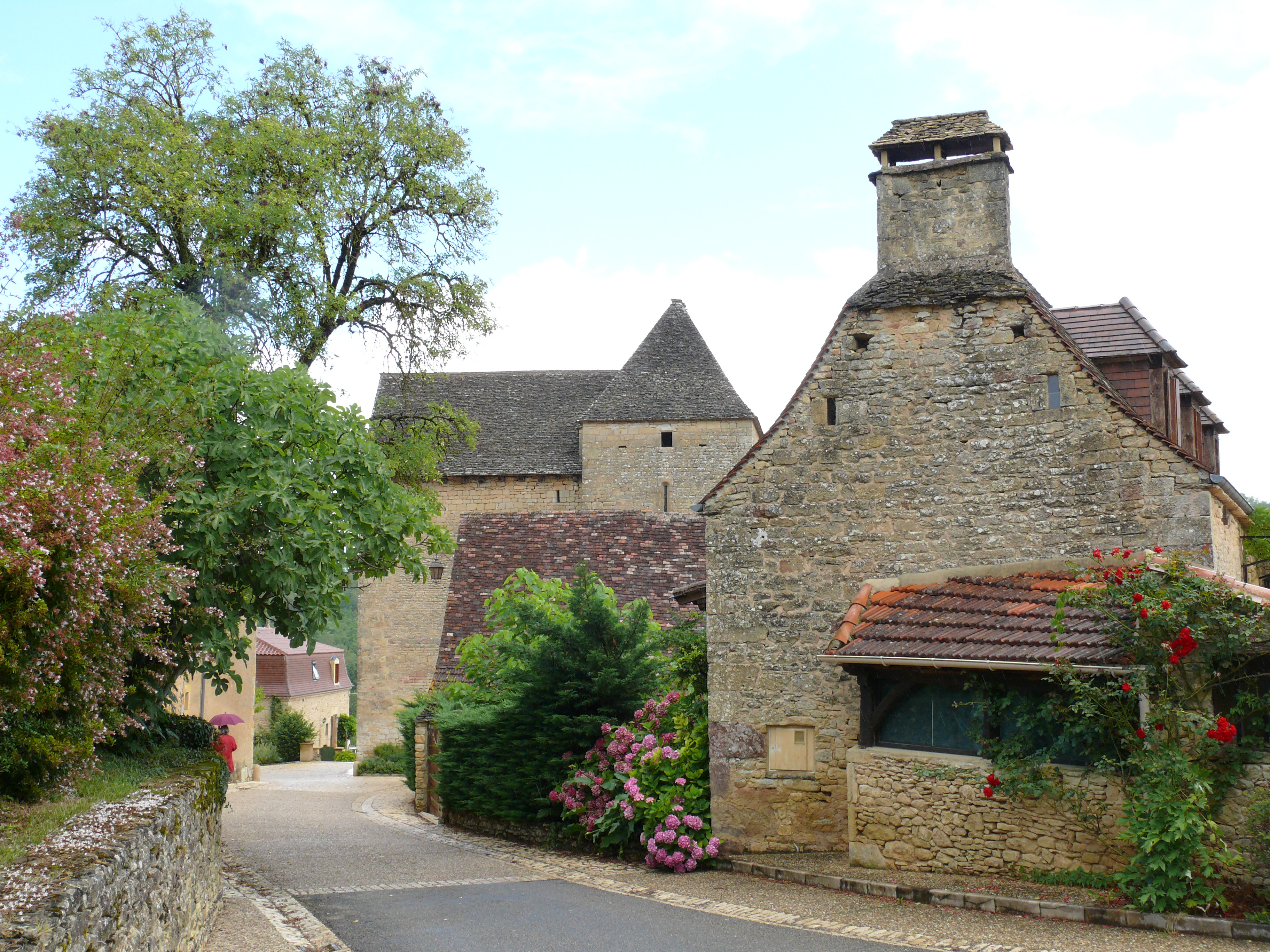
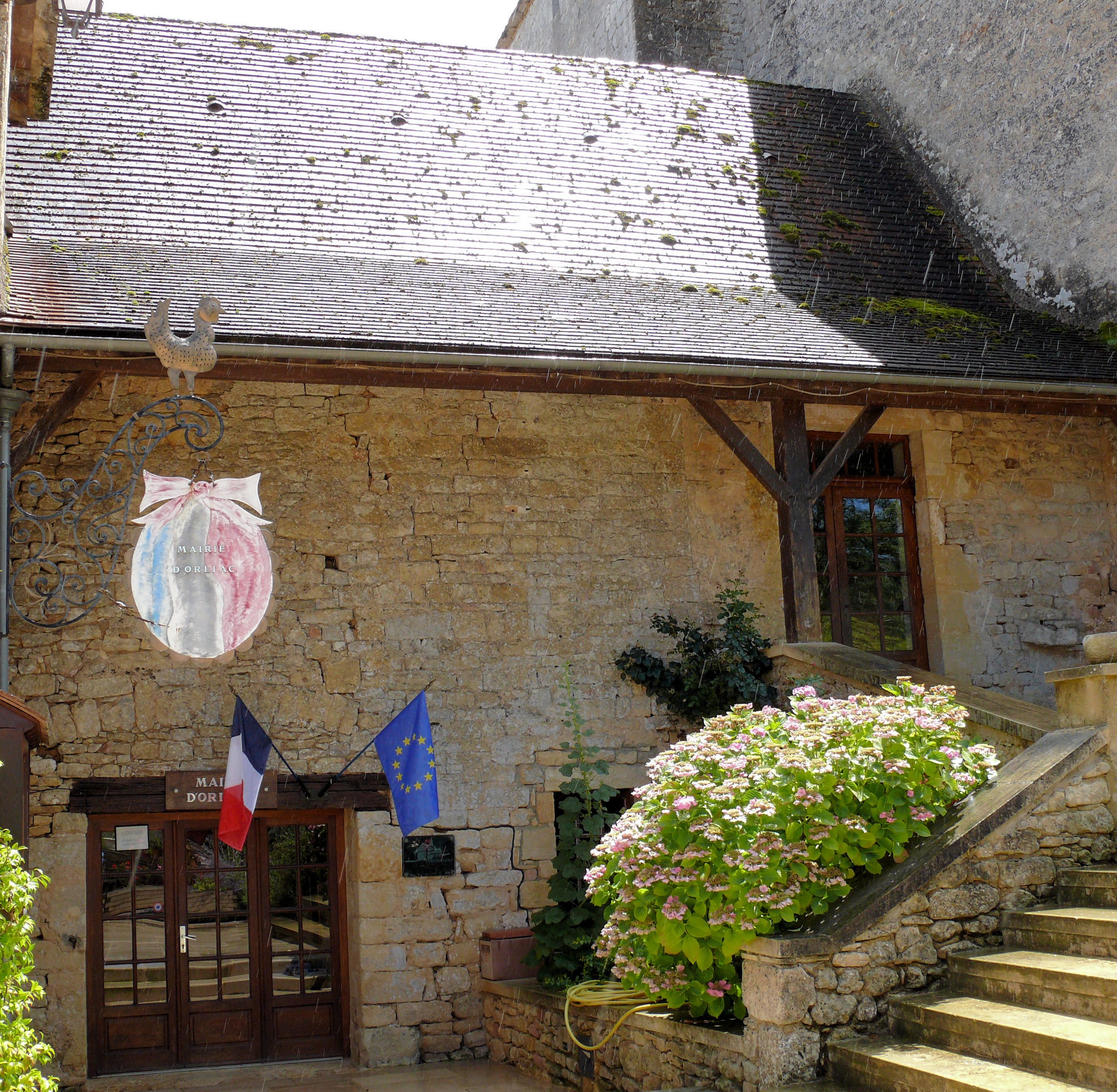
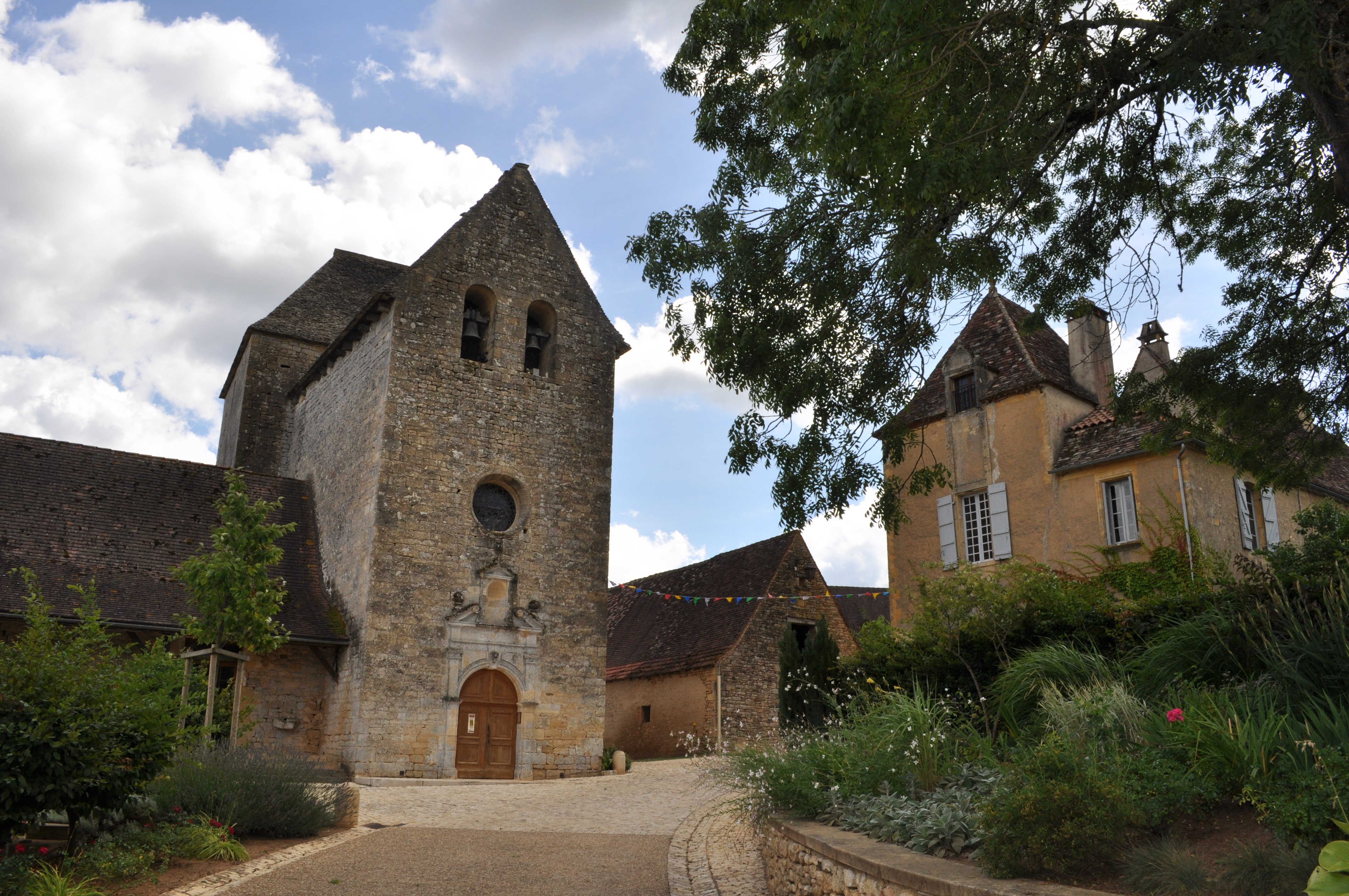

1. ↑  Populations de référence 2022.